# Hartmut Heidemann
Hartmut Heidemann (* 5. Juni 1941 in Duisburg; † 31. Juli 2022), auch „Hatte“ gerufen, war ein deutscher Fußballspieler, der drei Länderspiele für die deutsche A-Nationalmannschaft bestritt.

## Karriere

### Vereine
Hartmut Heidemann durchlief die gesamten Jahrgangsstufen in der Jugendabteilung des Meidericher SV. Im Jahre 1959 feierte er mit der A-Jugend den Gewinn der Westdeutschen Meisterschaft und bekam zur Runde 1959/60 einen Vertrag für die Oberliga West. Das erste Spiel in der Oberliga bestritt der am Anfang seiner Karriere im Sturm eingesetzte Nachwuchsspieler am vierten Spieltag, den 13. September 1959, beim Derby gegen den Duisburger SpV. Das Spiel endete 1:1-Unentschieden und der Debütant auf Rechtsaußen hatte für den MSV in der 56. Minute den Ausgleich erzielt. In den letzten zwei Runden der Oberliga-Ära belegte Meiderich den fünften (1962) und dritten (1963) Rang und wurde vom DFB für die neue Bundesliga ab der Saison 1963/64 nominiert. Hartmut Heidemann hatte von 1959 bis 1963 für die „Zebras“ 85 Spiele mit 14 Toren absolviert. Das letzte Oberligaspiel bestritt er am Schlusstag, den 11. Mai 1963, beim 2:1-Sieg im Heimspiel gegen Preußen Münster auf Halblinks, als Mittelstürmer Heinz Versteeg beide Treffer zum Sieg beisteuerte.
Als am 24. August 1963 die Premiere der Fußball-Bundesliga stattfand, gehörte Hartmut Heidemann zu den Akteuren des ersten Spieltages. Meiderich gewann ungefährdet mit 4:1 beim Karlsruher SC und „Hatte“ agierte als „hängender“ Linksaußen im „Riegel“-System des neuen Trainers Rudi Gutendorf an der Seite von Helmut Rahn, Werner Krämer, Heinz Versteeg und Heinz Höher. Sensationell holte sich Meiderich 1963/64 die Vizemeisterschaft hinter dem ersten Bundesligameister 1. FC Köln. Beide Paarungen gegen die „Geißböcke“ endeten mit 2:2 bzw. 3:3 Toren unentschieden. Mit 36 Gegentoren erhielt das MSV-Team um Torhüter Manfred Manglitz die wenigsten Treffer. Heidemann hatte 29 von 30 Partien bestritten. Seine Klasse als spielstarker Verteidiger führte ihn in der Rückrunde am 4. März und 29. April 1964 zu zwei Berufungen in die Juniorennationalmannschaft U 23. Bei den Begegnungen in Ankara gegen die Türkei und in Karlsbad gegen die Tschechoslowakei bildete er jeweils mit Horst-Dieter Höttges das deutsche Verteidigerpaar.
Im ersten Trainerjahr von Hermann Eppenhoff, 1965/66, kam der MSV zu zwei Kantersiegen in der Liga. Innerhalb acht Tagen gab es gegen Tasmania 1900 am 26. März in Berlin einen 9:0- und am 2. April 1966 im Wedaustadion einen 8:2-Erfolg gegen den Karlsruher SC. Heidemann „stürmte“ sich dabei als rechter Verteidiger müde. Im DFB-Pokal spielten sich Heidemann und Kollegen bis in das Finale am 4. Juni 1966 in Frankfurt gegen den Liga-Neuling FC Bayern München. Die Münchener gewannen den Pokal mit 4:2 Toren. Heidemann gelang mit einem verwandelten Elfmeter in der 72. Minute der zwischenzeitliche 2:2-Ausgleich. In der Saison 1967/68 war er beim 4:0-Auswärtssieg mit Trainer Gyula Lóránt am 9. Dezember 1967 bei Bayern München aktiv beteiligt. Bei den drei Heimsiegen in den Runden 1969/70 bis 1971/72 gegen Bayern München – 4:2 am 10. Oktober 1969; 2:0 am 5. Juni 1971; 3:0 am 22. April 1972 – war „Hatte“ Heidemann jeweils als wesentlicher MSV-Aktiver am Ball. Im Jahre 1970 noch als rechter Verteidiger, in den zwei letzten Jahren seiner Laufbahn als Libero. Durch die 0:2-Niederlage am 34. Spieltag in der Runde 1970/71 verloren die Bayern die Meisterschaft und mit dem 3:0-Heimsieg am 22. April 1972 beendete Hartmut Heidemann seine Karriere in der Fußball-Bundesliga. Während der Saison 1972/73, in der er für den MSV nicht mehr eingesetzt wurde, wechselte Heidemann zu Gelria Geldern.
Von 1963 bis 1972 absolvierte Heidemann 262 Bundesligaspiele mit 18 Toren für den Meidericher SV. In den neun Spielzeiten erlebte er die Trainertätigkeit von Rudi Gutendorf, Hermann Eppenhoff, Gyula Lóránt, Robert Gebhardt und Rudi Faßnacht. Insgesamt bestritt er für Meiderich über 600 Spiele.

### Nationalmannschaft
Im ersten Länderspiel nach der Weltmeisterschaft 1966 in England, am 12. Oktober 1966 in Ankara gegen die Türkei, debütierte das Meidericher Eigengewächs gemeinsam mit Gerd Müller vom FC Bayern München unter Bundestrainer Helmut Schön in der A-Nationalmannschaft. Verteidigerpartner war dabei Horst-Dieter Höttges von Werder Bremen. Seinen zweiten Einsatz erlebte er einen Monat später beim Länderspiel am 19. November in Köln gegen die Nationalmannschaft Norwegens. In beiden Spielen blieb die DFB-Mannschaft ohne Gegentor. Sein drittes und letztes Länderspiel bestritt Heidemann am 17. April 1968 in Basel gegen die Schweizer Nationalmannschaft; hierbei verteidigte er an der Seite von Berti Vogts. Der DFB meldete Heidemann im 40er-Aufgebot an die FIFA vor der Fußball-Weltmeisterschaft 1966 in England sowie der Weltmeisterschaft 1970 in Mexiko. In den endgültigen Weltmeisterschaftskadern fehlte er dann.

## Sonstiges
Nach zwei Meniskusoperationen beendete Hartmut Heidemann 1973 seine Laufbahn. Er übernahm als Spielertrainer Gelria Geldern und übte das Traineramt beim SV Straelen sowie beim SV Sonsbeck aus. Danach widmete er sich der Aufgabe als Repräsentant für eine Spirituosenfirma.